# Église de Vadsø
 (avril 2019).
Si vous disposez d'ouvrages ou d'articles de référence ou si vous connaissez des sites web de qualité traitant du thème abordé ici, merci de compléter l'article en donnant les références utiles à sa vérifiabilité et en les liant à la section « Notes et références ».
L'église de Vadsø (en norvégien bokmål : Vadsø kirke) est une église évangélique et luthérienne située à Vadsø, en Norvège.

## Description
L'église est construite en 1958. Il s'agit d'un édifice de béton qui peut accueillir 480 personnes,,

## Localisation
L'édifice est situé à Vadsø, dans le comté de Finnmark, dans le nord de la Norvège.